# 北ドイツ州立銀行

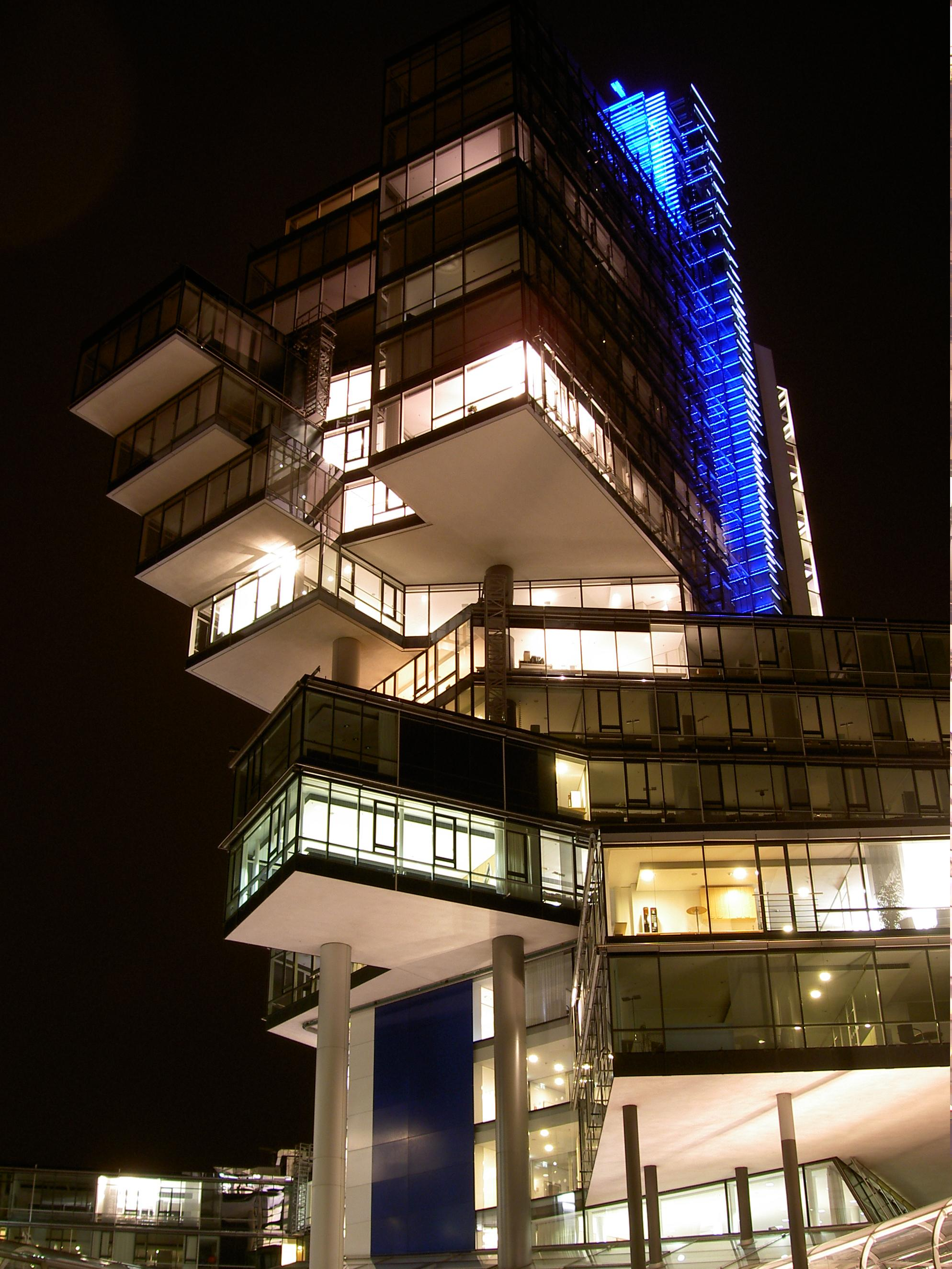

北ドイツ州立銀行（きたドイツしゅうりつぎんこう、独: Norddeutsche Landesbank、略称: NORD/LB）は、ドイツの州立銀行でありドイツ国内で最も規模の大きい商業銀行の一つでもある。同行は公開会社でありニーダーザクセン州とザクセン＝アンハルト州が保有している。

## 概要
1765年に、ブラウンシュヴァイク州立銀行（独: Braunschweigische Staatsbank）として設立された。現在の銀行名のもとでは、1970年7月1日に営業を開始した。業務の中心は投資銀行業務や個人向け銀行業務である。